# Кенаса (Вроцлав)
Кенаса у Вроцлаві — караїмська кенаса, що знаходилася до 1989 року у Вроцлаві на вулиці Княжевича, 28. Це була єдина кенеса, що функціонувала у повоєнній Польщі.

## Історія
Територія сучасної Польщі не була традиційним місцем проживання для польських караїмів. У межах Другої Польської Республіки існувало чотири караїмські релігійні громади (джимати) зі своїми повноцінними кенасами. Це були Тракай, Вільнюс та Луцьк з колишньої російської імперії та Галич, що входив до колишньої австрійської імперії. Самі караїми, хоча і становили невелику громаду (чисельністю близько тисячі), належали до однієї з небагатьох релігійних меншин, визнаних законом у міжвоєнній Польщі (їх статус регулювався Законом 1936 року про відносини держави з Караїмськими релігійними союзом у Республіці Польща).
Караїми опинилися в повоєнних кордонах внаслідок переселення, здійсненого за республіканськими договорами. Десятки сімей, яким вдалося таким чином потрапити до Польщі, походили з Тракая, Вільнюса, Паневежиса, Луцька чи Галича, де раніше вони створили досить згуртовані громади. У повоєнній Польщі вони утворювали діаспоральні групи, а їх святині та культові споруди залишалися в СРСР.

В нових умовах караїми об'єдналися навколо трьох новостворених релігійних громад: у Варшаві, Гданську та Вроцлаві. Через свою незначну кількість вони не мали ні фінансових можливостей, ні нагальної потреби побудувати повноцінну кенасу. Попри те, у Вроцлаві було зроблено спробу відкрити молитовний дім, який держава визнала б спорудою, призначеною для релігійного богослужіння та діяла на інституційній основі. У листі 1953 року хаззан Рафаель Абкович писав: 
|  | (…) я був змушений попросити місцеву владу надати постійну квартиру для потреб Караїмської релігійної асоціації та за підтримки Президії Провінційної національної ради у Вроцлаві було надано квартиру за адресою вул. Князевича, 28 у Вроцлаві. У цьому місці є: зал для служб, кабінет та загальна кімната. Оскільки Караїмський релігійний союз у Польській Народній Республіці ще не має, окрім кладовища у Варшаві, жодних установ, пов'язаних з релігійним культом та культурно-освітнім життям, виділені приміщення будуть служити для задоволення релігійних, культурних та освітніх потреб усіх караїмів, які проживають у Народній Республіці Польща. |

Відомо, що, крім Вроцлава, були спроби організувати кенасу відразу після Другої світової війни, також у Вжещі, через те, що в тодішньому Тримісті проживало до ста караїмів, яким за необхідності доводилося сповідувати релігію лише в приватних квартирах. Заявки на присудження відповідного об'єкту для цієї мети були подані Караїмським релігійним об'єднанням гданському воєводі у 1946 та 1947 роках. Однак справу не було задоволено.
Крім того, молитовний будинок у Вроцлаві був не типовою кенасою, а квартирою, яка виконувала роль кенаси, в якій для поклоніння використовувались три із п'яти кімнат. Опікувався молитовним будинком хаззан Рафаель Абкович, який з 1946 року до останніх днів свого життя у 1992 році проводив суботні та різдвяні богослужіння і здійснював релігійні служби, пов'язані з народженнями, весіллями та похоронами не лише у Вроцлаві, але також в інших місцях проживання караїмів — в Ополі, Варшаві та Гданську (служби часто проводились у приватних будинках). Завдяки йому караїмська релігійна громада у Вроцлаві була єдиною, яку після 1945 року очолював священнослужитель. Кенаса у Вроцлаві діяла до 1989 року.
Після смерті хаззана Абковича караїми, які мешкають у сучасній Польщі, не мають ані власного духовенства, ані кенаси. З цієї причини місцем богослужіння обов'язково повинні бути приватні будинки, а миряни почали виконувати релігійні функції.